# Liste der Wappen mit dem Bamberger Löwen

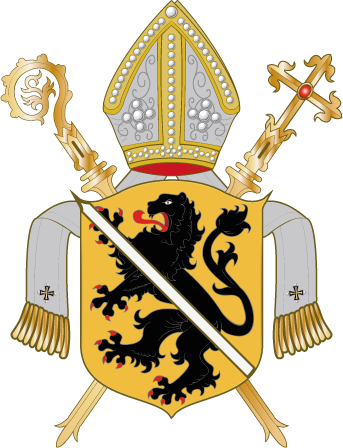
Wappen des Bistums bzw. Erzbistums bzw. Hochstifts Bamberg

Die Liste der Wappen mit dem Bamberger Löwen enthält Kommunalwappen sowie weitere Wappen und Logos, auf denen der Bamberger Löwe abgebildet ist.

## Der Bamberger Löwe in Wappen von Gebietskörperschaften und Verwaltungseinheiten
Legende zu den Spalten
- Status:

Im hier abgebildeten bayerischen Regierungsbezirk Oberfranken sind die Wappen mit dem Bamberger Löwen stark vertreten

  - Bundesland = Land der Bundesrepublik Deutschland
  - ehem. Gem. = ehemalige Gemeinde
  - ehem. RB = ehemaliger Regierungsbezirk
  - höherer KV = höherer Kommunalverband
  - ehem. LK = ehemaliger Landkreis
  - Ortsteil = Gemeindeteil/Stadtteil/Ortsteil und andere Verwaltungseinheiten unterhalb der Gemeindeebene
  - VG = Verbandsgemeinde
- Besonderheiten:
  - Nur Angaben zu Abweichungen von der üblichen Abbildung bzw. Wikilinks auf eigenständige Wappenartikel

| Wappen | Status               | Name                            | VG / Kreis / Regierungsbezirk              | Bundesland     | Besonderheiten                                                                                                 |
| ------ | -------------------- | ------------------------------- | ------------------------------------------ | -------------- | --- |
|        | Bezirk               | Oberfranken                     | Oberfranken                                | Bayern         | linksgewendeter Löwe, nicht der Regierungsbezirk, sondern der gleichnamige Bezirk Oberfranken führt das Wappen |
|        | Landkreis            | Bamberg                         | Oberfranken                                | Bayern         | linksgewendeter Löwe                                                                                           |
|        | Landkreis            | Forchheim                       | Oberfranken                                | Bayern         | linksgewendeter Löwe                                                                                           |
|        | Landkreis            | Erlangen-Höchstadt              | Mittelfranken                              | Bayern         | linksgewendeter Löwe                                                                                           |
|        | Landkreis            | Kronach                         | Oberfranken                                | Bayern         | linksgewendeter Löwe                                                                                           |
|        | Landkreis            | Haßberge                        | Oberfranken                                | Bayern         | |
|        | Landkreis            | Kulmbach                        | Oberfranken                                | Bayern         | linksgewendeter Löwe                                                                                           |
|        | Landkreis            | Lichtenfels                     | Oberfranken                                | Bayern         | |
|        | ehemaliger Landkreis | Pegnitz                         | Oberfranken                                | Bayern         | bis zur bayerischen Gebietsreform 1972                                                                         |
|        | ehemaliger Landkreis | Ebermannstadt                   | Oberfranken                                | Bayern         | linksgewendeter Löwe, bis zur bayerischen Gebietsreform 1972                                                   |
|        | Landkreis            | Forchheim                       | Oberfranken                                | Bayern         | altes Wappen bis 1974                                                                                          |
|        | ehemaliger Landkreis | Amberg                          | Oberpfalz                                  | Bayern         | bis zur bayerischen Gebietsreform 1972                                                                         |
|        | ehemaliger Landkreis | Ebern                           | Oberfranken                                | Bayern         | bis zur bayerischen Gebietsreform 1972                                                                         |
|        | ehemaliger Landkreis | Haßfurt                         | Oberfranken                                | Bayern         | bis zur bayerischen Gebietsreform 1972                                                                         |
|        | ehemaliger Landkreis | Höchstadt an der Aisch          | damals Oberfranken, jetzt zu Mittelfranken | Bayern         | bis zur bayerischen Gebietsreform 1972                                                                         |
|        | Gemeinde             | Litzendorf                      | Bamberg                                    | Bayern         | |
|        | Stadt                | Scheßlitz                       | Bamberg                                    | Bayern         | |
|        | Gemeinde             | Schönbrunn i.Steigerwald        | Bamberg                                    | Bayern         | |
|        | Markt                | Zapfendorf                      | Bamberg                                    | Bayern         | |
|        | Markt                | Mitwitz                         | Kronach                                    | Bayern         | linksgewendeter Löwe                                                                                           |
|        | Markt                | Nordhalben                      | Kronach                                    | Bayern         | linksgewendeter Löwe                                                                                           |
|        | Markt                | Steinwiesen                     | Kronach                                    | Bayern         | |
|        | Stadt                | Wallenfels                      | Kronach                                    | Bayern         | |
|        | Stadt                | Teuschnitz                      | Kronach                                    | Bayern         | |
|        | Stadt                | Pottenstein                     | Bayreuth                                   | Bayern         | |
|        | ehemalige Gemeinde   | Neuhaus (Aufseß)                | Bayreuth                                   | Bayern         | |
|        | Gemeinde             | Großenseebach                   | Erlangen-Höchstadt                         | Bayern         | |
|        | Gemeinde             | Hallerndorf                     | Forchheim                                  | Bayern         | |
|        | Gemeinde             | Kleinsendelbach                 | Forchheim                                  | Bayern         | nur der Löwenkopf                                                                                              |
|        | Stadt                | Herzogenaurach                  | Erlangen-Höchstadt                         | Bayern         | |
|        | Gemeinde             | Heßdorf                         | Erlangen-Höchstadt                         | Bayern         | |
|        | Stadt                | Höchstadt an der Aisch          | Erlangen-Höchstadt                         | Bayern         | |
|        | Gemeinde             | Oberreichenbach (Mittelfranken) | Erlangen-Höchstadt                         | Bayern         | |
|        | Markt                | Wachenroth                      | Erlangen-Höchstadt                         | Bayern         | |
|        | Markt                | Weisendorf                      | Erlangen-Höchstadt                         | Bayern         | |
|        | Stadt                | Vilseck                         | Amberg-Sulzbach                            | Bayern         | |
|        | Stadt                | Kupferberg                      | Kulmbach                                   | Bayern         | |
|        | Markt                | Marktleugast                    | Kulmbach                                   | Bayern         | |
|        | Markt                | Presseck                        | Kulmbach                                   | Bayern         | |
|        | Stadt                | Stadtsteinach                   | Kulmbach                                   | Bayern         | |
|        | Stadt                | Weismain                        | Lichtenfels                                | Bayern         | |
|        | Stadt                | Zeil am Main                    | Haßberge                                   | Bayern         | |
|        | Markt                | Oberscheinfeld                  | Neustadt/Aisch-Bad Windsheim               | Bayern         | |
|        | Stadtgemeinde        | Kirchdorf an der Krems          | Traunviertel                               | Oberösterreich | |
|        | ehemalige Gemeinde   | Pautzfeld                       | Forchheim                                  | Bayern         | seit 1978 zu Hallerndorf                                                                                       |
|        | ehemalige Gemeinde   | Enchenreuth                     | Hof                                        | Bayern         | seit 1978 zu Helmbrechts                                                                                       |
|        | ehemalige Gemeinde   | Oberrodach                      | Kronach                                    | Bayern         | seit 1978 zu Marktrodach                                                                                       |